# 311
| [ Edytuj tabelę ] | |
| Król Armenii      | - 287 Tiridates III 330                                                                                           |
| Cesarz Chin       | - 307 Jin Huaidi 313                                                                                              |
| Władca Korei      | - 300 Mich’ŏn 331                                                                                                 |
| Papież            | - 311 Milcjades 314                                                                                               |
| Król Persji       | - 309 Szapur II 379                                                                                               |
| Cesarz Rzymu      | - 305 Galeriusz 311 - 306 Konstantyn Wielki 337 - 306 Maksencjusz 312 - 308 Licyniusz 324 - 310 Maksymin Daja 313 |

Rok 311 / CCCXI
stulecia: III wiek ~
IV wiek ~
V wiek

lata: 301 «
306 «
307 «
308 «
309 «
310 «
311
» 312
» 313
» 314
» 315
» 316
» 321

## Wydarzenia
Cesarstwo Rzymskie
- 30 kwietnia – Galeriusz, cesarz rzymski, wydał edykt tolerancyjny gwarantujący chrześcijanom wolność wyznawania religii.
- 2 lipca – Milcjades papieżem.
- Nowa tetrarchia: Konstantyn i Maksencjusz na Zachodzie, a Maksymin Daja i Licyniusz II na Wschodzie.
- Maksencjusz stłumił rebelię Domicjusza Aleksandra.

Azja
- 13 lipca – Xiongnu splądrowali Luoyang, stolicę dynastii Jin.

## Zmarli
- 5 maja – Galeriusz, cesarz rzymski.
- 25 listopada – Piotr I Aleksandryjski, biskup.
- Domicjusz Aleksander, rzymski uzurpator.
- Metody z Olimpu, biskup.